# Церковь Введения во храм Пресвятой Богородицы (Травянское)
Храм Введе́ния Пресвято́й Богоро́дицы во Храм (Введе́нская це́рковь) — недействующий православный храм в селе Травянское Каменского муниципального округа Свердловской области.
Постановлением Правительства Свердловской области № 859-ПП от 28 декабря 2001 года присвоен статус памятника архитектуры регионального значения.

## Описание

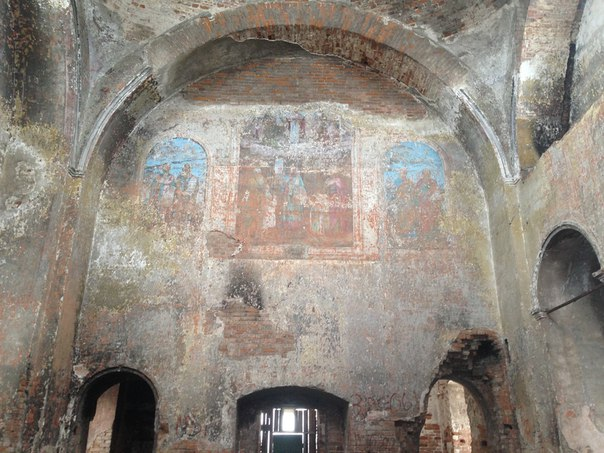
Роспись стен; 2015 год.

Первая деревянная церковь на каменном фундаменте иждивением прихожан была заложена в 1751 году на месте разобранной деревянной часовни. Церковь была освящена во имя Введения во храм Богоматери в 1753 году. К приходу относились следующие населённые пункты: село Травянское, село Большая Грязнуха (ранее называлось Карпушино), а также деревни Монастырка, Луга, Костылёва, Суворы. В 1847 году деревянная церковь была продана жителям села Волковского вместе с иконостасом и иконами в нижнем ставе. И на этом месте был поставлен на каменном фундаменте чугунный памятник с надписью о времени существования храма — «с 1751 по 1849 г.».
В период с 1832 по 1837 год воздвигли новое каменное здание храма. Церковь называется Введенская — «во имя Введения во храм Пресвятой Богоматери». Северный придел — во имя Богоявления Господня, а южный — во имя Святого Прокопия Устюргского Чудотворца. Поэтому праздник Прокопьев день (21 июля) считается престольным. Северный придел был освящен в 1837 году, главный храм — в 1845 году и южный придел — в 1848 году. Была пристроена колокольня к храму без коридора. Вокруг храма была построена каменная ограда с железными решётками в мраморных столбах и двумя каменными пирамидальными башнями для хранения разных церковных вещей. Причт состоял из двух священников, диакона и двух псаломщиков, которые размещались в трёх церковных домах.
Введенская церковь построена в стиле классицизм. Авторство приписывают уральскому архитектору М. П. Малахову. Екатеринбургский архитектор, профессор А. В. Долгов написал в своем заключении о Введенской церкви:
Обращает на себя внимание сходство построения ротондональных колоколен Введенской церкви и Свято-Троицкого Собора в Каменске-Уральском архитектора Малахова. При этом Введенская церковь более проста по объёмной композиции и плану, доведённых до предельного лаконизма и ясности, что свидетельствует о руке крупного мастера в пору расцвета его творчества. Сочетание лапидарных плоскостей фасадов с тонкой профилировкой тяг, архивольтов, наличников при пропорциональном совершенстве и точности расположения немногочисленных оконных и дверных проёмов не оставляют сомнения в авторстве М.П. Малахова.
Церковь была закрыта в 1936 году и разграблена, некоторое время использовалась как производственное помещение, затем заброшена. В настоящее время здание церкви находится в полуразрушенном состоянии. Пол в церкви перекопан. Сохранились некоторые фрески на стенах, а также ажурные металлические решетки в оконных проёмах.
Введенская церковь представляет собой памятник позднего классицизма, творческой переработки мастерами Урала образцов проекто петербургских архитекторов.
Александр Иванович Попов, священник Введенской церкви, был убит 8 июля 1918 года красноармейцами. Был похоронен вместе с девятью убитыми прихожанами в братской могиле. Причислен к Собору новомучеников и исповедников Российских XX века Постановлением Святейшего Патриарха и Священного Синода РПЦ от 17 июля 2002 года.
Ребрин Викторин Львович (1888 года рождения), священник Введенской церкви, приговорен 4 ноября 1937 года к расстрелу.